# Heptaminol
El Heptaminol es un aminoalcohol cardiotónico clasificado como vasodilatador (C01DX08). A veces se usa en el tratamiento de la hipotensión ortoestática.
Se comercializa bajo las nombres de Clinadil compositum, Diclamina, Denubil y Largotrex.

## Mecanismo de acción
Estimula la circulación sanguínea cerebral por lo que también se utiliza como nootrópico facilitador del aprendizaje. Es un agente inotrópico positivo que actúa mediante la liberación de norepinefrina periférica lo que ocasiona un aumento de la contractilidad cardíaca, aumento de la frecuencia cardíaca y vasodilatación. También actúa bloqueando los neurotransmisores pre- y post-sinápticos lo que afecta a la amplitud de las contracciones musculares.

## Farmacocinética
En humanos, después de su administración oral, el heptaminol se absorbe rápida y completamente. Después de la administración oral de 300 mg de heptaminol las concentraciones máximas se alcanzan a las 1,8 horas siendo la Cmax de 1,6 mg/ml. Tiene una semivida de eliminación de 2,5 horas. Se metaboliza por hidroxilación y se elimina en la orina en forma no conjugada.

## Toxicidad
En roedores, la dosis letal 50 del heptaminol por vía intraperitoneal es de 1250 mg/kg. En humanos se ha empleado desde hace muchas décadas sin que se hayan informado de efectos negativos.

## Dopaje
El heptaminol es una sustancia dopante. El ciclista Dmitriy Fofonov dio positivo en el Tour de Francia. En junio de 2010 el nadador Frédérick Bousquet también dio positivo por la sustancia, supuestamente por comprar un medicamento farmacéutico.